# Дангель
Дангель (пол. Dangiel) — дворянский род.
Родоначальник их Фома-Михаил Дангель, за оказанные в крае заслуги, возведен в 1792 году Королём Станиславом Августом в потомственное дворянство, и получил на него диплом с описанным гербом.

## Описание герба
В зелёном поле овальный серебряный щит, с серебряным же поясом, на котором два виноградные листа.
В навершии шлема три страусовые пера.